# 초기 인류의 불의 이용
초기 인류의 불의 이용은 인간 문화 진화적인 면에서 전환점이다. 불을 처음 사용한 시기는 호모 에렉투스가 살았던 142만 년 전으로 거슬러 올라간다. 그 증거를 보여주는 아프리카의 유적은 최소한 열세 군데가 있다. 그 가운데 시대가 가장 이른 케냐의 체소완자에서는 짐승의 뼈가 올도완 석기, 불에 탄 진흙과 함께 나왔다. 고생물학자들은 50여 개의 불탄 진흙 조각들의 배열로 미루어 화로가 아니었을까 하고 추측한다. 이제 인간은 불을 겁내지 않고 이용하게 되면서 날것보다는 익힌 것이 더 좋다는 사실을 깨달았다. 또한 불은 따뜻함과 외부로부터의 안전을 가져다 주었다. 또, 불은 추운 밤 시간대에도 인간이 활동할 수 있도록 확장해 주었으며 포식자나 곤충으로부터 보호할 수 있게 도와주었다.

## 추가 문헌
- Goudsblom, J. (1992): Fire and Civilization, Allen Lane.

## 같이 보기
- 인류의 진화
- 불